# 亨德里克森鎮區 (明尼蘇達州哈伯德縣)
亨德里克森鎮區（英語：Hendrickson Township）是位於美國明尼蘇達州哈伯德縣的一個行政鎮區。

## 地方資料
亨德里克森鎮區的面積為92.78平方千米，當中陸地面積為90.79平方千米，而水域面積為0.99平方千米。根據2020年美國人口普查的數據，當地共有人口307人，而人口密度為每平方千米3.31人。